# تيبركانين
تيبركانين هي إحدى بلديات ولاية عين الدفلى الجزائرية.

## الشؤون الدينية

### المساجد
تحتوي هذه البلدية على العديد من المساجد التي تشرف عليها مديرية الشؤون الدينية والأوقاف لولاية عين الدفلى تحت وصاية وزارة الشؤون الدينية والأوقاف.
- مسجد الرحمن
- مسجد النور
- مسجد الفرقان

### الزوايا
- «زاوية سيدي محمد بلجيلالي».[3]